# 1497 w literaturze
Wydarzenia literackie w 1497 roku.

## Urodzili się
- George Cavendish, angielski pisarz